# Ollajvs

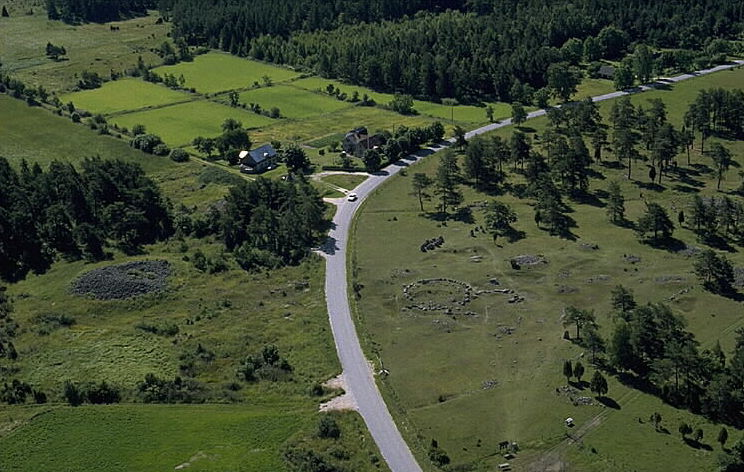
Digerrojr – links

Ollajvs ist ein Weiler und ein Naturreservat und Natura 2000-Gebiet im Osten der schwedischen Insel Gotland im Kirchspiel (schwedisch socken) Alskog. Das Naturreservat ist etwa 115 Hektar groß und hauptsächlich von Fichtenwald bedeckt. Das Naturreservat liegt sehr tief und durch das Gebiet verläuft der Bach Svajdeån, der als Laich- und Aufzugsgebiet für die Meerforelle dient.

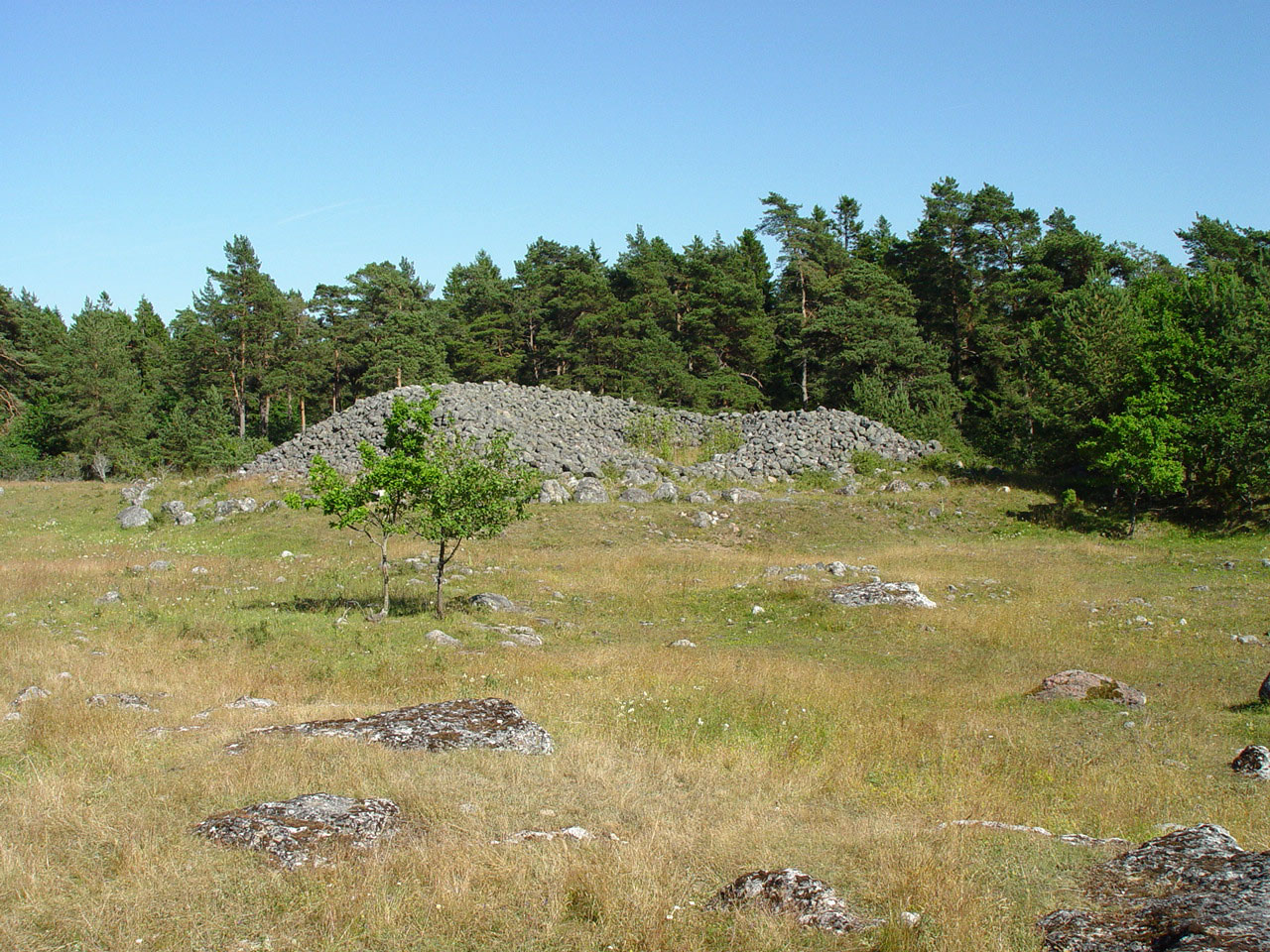
Der große Grabhügel Digerrojr

Teilweise innerhalb und teilweise in direkter Nachbarschaft des Naturreservats liegt das Gräberfeld von Gålrum mit dem großen Bronzezeitgrab Digerrojr.